# Neoepaphra pulchella
Neoepaphra pulchella är en skalbaggsart som beskrevs av Fisher 1935. Neoepaphra pulchella ingår i släktet Neoepaphra och familjen långhorningar. Inga underarter finns listade i Catalogue of Life.